# Chief Bender
Charles Albert „Chief“ Bender (* 5. Mai 1884 in Brainerd, Minnesota; † 22. Mai 1954 in Philadelphia, Pennsylvania) war ein US-amerikanischer Baseballspieler in der Major League Baseball (MLB).

## Biografie
Charles Albert Bender wurde 1884 in Brainerd, Minnesota als Mitglied des Stammes der Ojibwa geboren. Er hatte einen deutschen Vater, absolvierte die Carlisle Indian Industrial School und begann nach seinem Abschluss eine Karriere als Pitcher in der American League. Sein Debüt gab Bender am 20. April 1903 bei den Philadelphia Athletics. Bereits 1905 konnte er mit den Athletics den ersten Titel in der American League gewinnen. In der World Series gegen die New York Giants konnte er im zweiten Spiel einen 3:0-Erfolg für sich verbuchen, allerdings war dies der einzige Erfolg seines Teams.
Am 12. Mai 1910 warf Bender einen No-Hitter gegen die Cleveland Naps. Im gleichen Jahr gewannen die A's den Titel in der American League und siegten auch in der World Series gegen die Chicago Cubs. 1911 wiederholte Bender seine Titelsammlung mit Philadelphia. In der World Series gegen die New York Giants warf er drei komplette Spiele. 1913 gelang ihm der dritte Triumph ebenfalls gegen die Giants. In seiner letzten World Series 1914 unterlagen die Athletics den Boston Braves.
1915 wechselte Bender zu den Baltimore Terrapins in der Federal League. Nach dem Ende dieser Liga schloss er sich dem Stadtrivalen der A's, den Philadelphia Phillies in der National League an. 1918 verließ er den Baseballsport wegen des Ersten Weltkrieges. Nach dessen Ende kehrte er als Coach zu den Chicago White Sox zurück, bei denen er am 21. Juli 1925 ein letztes Spiel bestritt.
Heimisch war er allerdings bei den Philadelphia Athletics, denen er von 1926 bis 1950 unter Connie Mack in verschiedenen Positionen verbunden blieb.
Aufgrund seiner indianischen Abstammung hatte Bender während seiner ganzen Karriere mit Diskriminierungen zu kämpfen.
1953 wurde er durch das Veterans Committee in die Baseball Hall of Fame aufgenommen. Ein Jahr später verstarb er im Alter von 70 Jahren.